# HSG Kropp-Tetenhusen
Die HSG Kropp-Tetenhusen war eine Spielgemeinschaft aus dem schleswig-holsteinischen Kreis Schleswig-Flensburg. Sie wurde 1988 von den Handballabteilungen der Vereine TSV Kropp und TSV Germania Tetenhusen gegründet und zur Saison 2015/16 aufgelöst, als sich die Stammvereine mit dem TSV Owschlag zur Handballgemeinschaft Owschlag-Kropp-Tetenhusen (HG OKT) zusammenschlossen. Laut eigenen Angaben spielten zuletzt etwa 200 Handballer in der HSG.

## Frauen
Die Frauen der HSG Kropp-Tetenhusen spielten ab 2004 in der Handball-Regionalliga und qualifizierten sich 2010 für die neu geschaffene 3. Liga. Dort erreichten sie am Ende der Saison 2010/11 den 11. Tabellenplatz, der zur Teilnahme an der Abstiegsrelegation berechtigte, worauf die HSG aber verzichtete. In der folgenden Spielzeit 2011/12 gewann die Mannschaft die Meisterschaft in der Handball-Oberliga Hamburg - Schleswig-Holstein, verzichtete aber aus finanziellen Gründen auf den Wiederaufstieg in die 3. Liga. Nachdem 2012/13 der zweite Tabellenplatz erreicht wurde, gewann das Team 2013/14 erneut die Meisterschaft und stieg zur Saison 2014/15 in die 3. Liga auf.

## Männer
Die Männer bildeten ab 2007 bis zur Auflösung 2011 gemeinsam mit der SG Dithmarschen die SG Kropp-Tetenhusen-Dithmarschen, die in der Saison 2010/11 in der neuen 3. Liga antrat, aus der sie am Saisonende abstieg. Die SG Dithmarschen lief dann 2011/12 mit dem Spielrecht der aufgelösten SG in der Oberliga Hamburg – Schleswig-Holstein auf, während die Männer der HSG Kropp-Tetenhusen in der Kreisliga Schleswig antraten.